# Wereldkampioenschappen acrobatische gymnastiek
De Wereldkampioenschappen acrobatische gymnastiek zijn door de Fédération Internationale de Gymnastique (FIG) georganiseerde kampioenschappen voor acrogymnasten. 

## Historiek
De eerste editie van de wereldkampioenschappen vond plaats in 1974 te Moskou in de toenmalige Sovjet-Unie. Tot de fusie met de FIG in 1999 werden de WK's georganiseerd door de International Federation of Sports Acrobatics (IFSA).

## Edities
| Editie | Jaar | Locatie                             |
| ------ | ---- | ----------------------------------- |
| 1      | 1974 | Moskou (Sovjet-Unie)                |
| 2      | 1976 | Saarbrücken (BRD)                   |
| 3      | 1978 | Sofia (Bulgarije)                   |
| 4      | 1980 | Poznań (Polen)                      |
| 5      | 1982 | Londen (Verenigd Koninkrijk)        |
| 6      | 1984 | Sofia (Bulgarije)                   |
| 7      | 1986 | Rennes (Frankrijk)                  |
| 8      | 1988 | Antwerpen (België)                  |
| 9      | 1990 | Augsburg (BRD)                      |
| 10     | 1992 | Rennes (Frankrijk)                  |
| 11     | 1994 | Beijing (China)                     |
| 12     | 1995 | Wrocław (Polen)                     |
| 13     | 1996 | Riesa (Duitsland)                   |
| 14     | 1997 | Manchester (Verenigd Koninkrijk)    |
| 15     | 1998 | Minsk (Wit-Rusland)                 |
| 16     | 1999 | Gent (België)                       |
| 17     | 2000 | Wrocław (Polen)                     |
| 18     | 2002 | Riesa (Duitsland)                   |
| 19     | 2004 | Liévin (Frankrijk)                  |
| 20     | 2006 | Coimbra (Portugal)                  |
| 21     | 2008 | Glasgow (Verenigd Koninkrijk)       |
| 22     | 2010 | Wrocław (Polen)                     |
| 23     | 2012 | Lake Buena Vista (Verenigde Staten) |
| 24     | 2014 | Levallois-Perret (Frankrijk)        |
| 25     | 2016 | Putian (China)                      |
| 26     | 2018 | Antwerpen (België)                  |
| 27     | 2021 | Genève (Zwitserland)                |
| 28     | 2022 | Bakoe (Azerbeidzjan)                |
| 29     | 2024 | nog niet bekend (nog niet bekend)   |

1974 ·
1976 ·
1978 ·
1980 ·
1982 ·
1984 ·
1986 ·
1988 ·
1990 ·
1992 ·
1994 ·
1995 ·
1996 ·
1997 ·
1998 ·
1999 ·
2000 ·
2002 ·
2004 ·
2006 ·
2008 ·
2010 ·
2012 ·
2014 ·
2016 ·
2018 ·
2021 ·
2022 ·
2024 ·